# Szajol vasútállomás
Szajol vasútállomás egy Jász-Nagykun-Szolnok vármegyei vasútállomás, Szajol településen, a MÁV üzemeltetésében. A belterület déli szélén helyezkedik el, közúti elérését csak önkormányzati utak biztosítják.
Itt történt 1994. december 2-án a magyar vasút történetének egyik legsúlyosabb balesete, a szajoli vasúti baleset, az áldozatok emlékét 1996. június 29. óta egy emlékmű is őrzi az állomás felvételi épülete mellett.

## Vasútvonalak
Az állomást az alábbi vasútvonalak érintik:
- Budapest–Záhony-vasútvonal
- Szajol–Lőkösháza-vasútvonal

## Kapcsolódó állomások
A vasútállomáshoz az alábbi állomások vannak a legközelebb:
- Millér vasútállomás (Budapest–Záhony-vasútvonal)
- Tiszatenyő vasútállomás (Szajol–Lőkösháza-vasútvonal)
- Törökszentmiklós vasútállomás (Budapest–Záhony-vasútvonal)

## Forgalom
| Járat                           | Útvonal | Gyakoriság                                   |
| ------------------------------- | --- | -------------------------------------------- |
| személyvonat                    | Budapest-Nyugati → Zugló → Kőbánya alsó → Kőbánya-Kispest → Pestszentlőrinc → Szemeretelep → Ferihegy → Vecsés → Vecsés-Kertekalja → Üllő → Hosszúberek-Péteri → Monor → Monorierdő → Pilis → Albertirsa → Ceglédbercel → Ceglédbercel-Cserő → Budai út → Cegléd → Abony → Szolnok → Szajol → Törökszentmiklós → Fegyvernek-Örményes → Kisújszállás → Karcag → Püspökladány → Kaba → Hajdúszoboszló → Ebes → Debrecen | Napi 1 Debrecen felé                         |
| személyvonat                    | Cegléd → Abony → Szolnok → Szajol → Törökszentmiklós → Fegyvernek-Örményes → Kisújszállás → Karcag → Püspökladány → Kaba → Hajdúszoboszló → Ebes → Debrecen → Debrecen-Csapókert → Apafa → Bocskaikert → Hajdúhadház → Téglás → Újfehértó → Nyíregyháza → Sóstó → Sóstóhegy → Kemecse → Nyírbogdány → Kék → Demecser → Gégény → Pátroha → Ajak → Kisvárda → Kisvárda-Hármasút → Fényeslitke → Komoró → Tuzsér → Tiszabezdéd → Záhony | Munkanapokon 2 Záhony felé                   |
| személyvonat                    | Cegléd – Abony – Szolnok – Szajol – Törökszentmiklós – Fegyvernek-Örményes – Kisújszállás – Karcag – Püspökladány – Kaba – Hajdúszoboszló – Ebes – Debrecen – Debrecen-Csapókert – Apafa – Bocskaikert – Hajdúhadház – Téglás – Újfehértó – Nyíregyháza | Napi 4-6 pár                                 |
| személyvonat                    | Szolnok – Szajol – Tiszatenyő – Pusztapó – Kétpó – Csugar – Mezőtúr – Nagylapos – Gyoma – Csárdaszállás – Mezőberény – Murony – Békéscsaba – Kétegyháza – Lőkösháza | Változó                                      |
| személyvonat                    | Szolnok – Szajol – Tiszatenyő – Kengyel – Bagimajor – Martfű – Tiszaföldvár – Homok – Kungyalu – Kunszentmárton – Nagytőke – (Kistőke –) Hékéd – Szentes | 2 óránként                                   |
| személyvonat                    | Szentes → Hékéd → Nagytőke → Kunszentmárton → Kungyalu → Homok → Tiszaföldvár → Martfű → Bagimajor → Kengyel → Tiszatenyő → Szajol → Szolnok → Cegléd → Kőbánya-Kispest → Zugló → Budapest-Nyugati | Vasárnap 1 Budapest felé                     |
| személyvonat                    | Lőkösháza → Kétegyháza → Békéscsaba → Murony → Mezőberény → Csárdaszállás → Gyoma → Nagylapos → Mezőtúr → Kétpó → Tiszatenyő → Szajol → Szolnok → Újszász → Nagykáta → Budapest-Keleti | Napi 1 Budapest felé                         |
| Cívis InterRégió                | Budapest-Nyugati – Zugló – Kőbánya-Kispest – Ferihegy – Cegléd – Abony – Szolnok – Szajol – Törökszentmiklós – Fegyvernek-Örményes – Kisújszállás – Karcag – Püspökladány – Kaba – Hajdúszoboszló – Ebes – Debrecen (– Debrecen-Csapókert – Apafa – Bocskaikert – Hajdúhadház – Téglás – Újfehértó – Nyíregyháza – Sóstó – Sóstóhegy – Kemecse – Nyírbogdány – Kék – Demecser – Gégény – Pátroha – Ajak – Kisvárda – Kisvárda-Hármasút – Fényeslitke – Komoró – Tuzsér – Tiszabezdéd – Záhony) | óránként                                     |
| Cívis InterRégió                | Budapest-Nyugati – Zugló – Kőbánya-Kispest – Ferihegy (← Üllő) – (Monor →) (← Monorierdő) – (Pilis → Albertirsa →) Cegléd – Abony – Szolnok – Szajol – Törökszentmiklós – Fegyvernek-Örményes – Kisújszállás – Karcag – Püspökladány – Kaba – Hajdúszoboszló – Ebes – Debrecen | Napi 1 Debrecen felé és napi 2 Budapest felé |
| Szabolcsi Tekergő expresszvonat | Záhony – Tiszabezdéd – Tuzsér – Komoró – Fényeslitke – Kisvárda-Hármasút – Kisvárda – Ajak – Pátroha – Gégény – Demecser – Kék – Nyírbogdány – Kemecse – Sóstóhegy – Sóstó – Nyíregyháza – Újfehértó – Téglás – Hajdúhadház – Bocskaikert – Debrecen-Csapókert – Debrecen – Ebes – Hajdúszoboszló – Kaba – Püspökladány – Karcag – Kisújszállás – Fegyvernek-Örményes – Törökszentmiklós – Szajol – Szolnok – Abony – Cegléd – Ferihegy – Kőbánya-Kispest – Budapest-Kelenföld – Velence – Székesfehérvár – Balatonakarattya – Balatonkenese – Balatonfűzfő – Balatonalmádi – Alsóörs – Balatonfüred – Balatonakali-Dörgicse – Zánka-Erzsébettábor                                           | Nyáron napi 1 pár                            |
| Aranypart expresszvonat         | Záhony – Tiszabezdéd – Tuzsér – Komoró – Fényeslitke – Kisvárda-Hármasút – Kisvárda – Ajak – Pátroha – Gégény – Demecser – Kék – Nyírbogdány – Kemecse – Sóstóhegy – Sóstó – Nyíregyháza – Újfehértó (← Debrecen-Csapókert) – Debrecen (← Ebes) – Hajdúszoboszló (← Kaba) – Püspökladány – Karcag – Kisújszállás (← Fegyvernek-Örményes) – Törökszentmiklós (← Szajol) – Szolnok – Abony – Cegléd – Ferihegy – Kőbánya-Kispest – Budapest-Kelenföld – Velence – Székesfehérvár – Balatonaliga – Szabadisóstó – Szabadifürdő – Siófok – Balatonszéplak felső – Balatonszéplak alsó – Zamárdi – Szántód – Balatonföldvár – Balatonszemes – Balatonlelle – Balatonboglár – Fonyódliget – Fonyód | Nyáron napi 1 Záhony felé                    |
| Tokaj InterCity                 | Budapest-Keleti – Hatvan – Füzesabony – Miskolc-Tiszai – Szerencs – Tokaj – Nyíregyháza – Debrecen (← Ebes ← Hajdúszoboszló ← Kaba ← Püspökladány ← Karcag ← Kisújszállás ← Fegyvernek-Örményes ← Törökszentmiklós ← Szajol ← Szolnok) | Napi 1 pár                                   |
| Hortobágy EuroCity              | Wien Hauptbahnhof (Bécs) – Hegyeshalom – Mosonmagyaróvár – Győr – Tatabánya – Budapest-Kelenföld – Budapest-Keleti – Szolnok – (Szajol →) Törökszentmiklós – (Fegyvernek-Örményes →) Kisújszállás – Karcag – Püspökladány – (Kaba →) Hajdúszoboszló – (Ebes →) Debrecen – Nyíregyháza – Demecser – Kisvárda – Záhony (közvetlen kocsikkal tovább: Csap (Чоп) – Munkács (Мукачево) – Szolyva (Свалява) – Szlavszke (Славське) – Sztrij (Стрий) – Lviv-Holovnij (Льві́в-Головни́й) – Kijiv-Paszazsirszkij (Київ-Пасажирський)) | Napi 1 Záhony felé                           |

## Kapcsolódó oldalak
- Szajoli vasúti baleset